# 克罗姆斯多夫
克罗姆斯多夫（德語：Kromsdorf，發音：[ˈkʁɔmsˌdɔʁf]）是德国图林根州魏玛地区县曾经的一个市镇，面积10.74平方千米，2017年12月31日人口为1,449人。2019年1月1日，克罗姆斯多夫与市镇洛伊滕塔尔和罗尔巴赫并入市镇伊尔姆塔尔-魏恩施特拉瑟。